# Deep-cycle
Una batteria deep-cycle è una batteria progettata per fornire una tensione costante man mano che la batteria si scarica. Al contrario, le batterie per avviamento (come quelle delle auto) sono progettate per fornire picchi sporadici di poche decine di secondi.
Veicoli a batteria, come golf-kart, sollevatori tipo muletto e macchine per le pulizie dei pavimenti usano comunemente le batterie deep-cycle.
Una batteria di tipo deep-cycle può anche essere utilizzata come batteria per avviamento (e può funzionare anche meglio delle batterie da avviamento tradizionali, con tutti gli apparecchi elettronici che hanno i veicoli moderni), ma la più bassa potenza di spunto richiede l'utilizzo una batteria sovradimensionata per l'utilizzo con auto di vecchia generazione.
La differenza strutturale principale tra le batterie deep-cycle e le batterie da avviamento sono le piastre in piombo, che sono di piombo pieno nelle batterie deep-cycle mentre sono fatte di materiale poroso, spugnoso, nelle batterie per avviamento.
Alcune batterie che riportano la dicitura deep-cycle e che non hanno queste piastre di piombo solido, sono definite batterie ibride. Mentre una batteria deep-cycle è progettata per scaricarsi fino all'80% della sua capacità di carica facendo svariati cicli di carica-scarica, le case costruttrici raccomandano che una batteria ibrida sia scaricata non oltre il 50% della sua capacità.